# Leucoraja
Leucoraja (лат.) — род скатов семейства ромбовых отряда скатообразных. Это хрящевые рыбы, ведущие донный образ жизни, с крупными, уплощёнными грудными плавниками в форме ромба и выступающим или округлым рылом. На вентральной стороне диска расположены 5 жаберных щелей, ноздри и рот. Хвост длинный и тонкий. Обитают на континентальном шельфе и материковом склоне северо-западной и восточной Атлантики, в Средиземном море, в юго-западной части Индийского океана и в водах Австралии. Достигают 120 см в длину. Встречаются на глубине до 900 м при температуре воды от −0,07 °C до 23,23 °C и солёности 30,21—38,78 ‰. Размножаются, откладывая яйца, заключённые в прочную роговую капсулу с выступами по углам.
Название рода происходит от др.-греч. λευκός — «белый» и лат. raja — «хвостокол».

## Классификация
В настоящее время в состав рода включают 15 видов:
- Leucoraja caribbaea (McEachran, 1977)
- Leucoraja circularis (Couch, 1838) — Круглый скат
- Leucoraja compagnoi  (Stehmann, 1995)
- Leucoraja erinacea (Mitchill, 1825) — Ежовый скат
- Leucoraja fullonica  (Linnaeus, 1758)
- Leucoraja garmani  (Whitley, 1939)
- Leucoraja lentiginosa  (Bigelow & Schroeder, 1951)
- Leucoraja leucosticta  (Stehmann, 1971)
- Leucoraja melitensis  (Clark, 1926)
- Leucoraja naevus  (Müller & Henle, 1841) — Кукушкин скат
- Leucoraja ocellata  (Mitchill, 1815) — Большой зимний скат[6]
- Leucoraja pristispina  Last, Stehmann & Séret, 2008
- Leucoraja virginica  (McEachran, 1977)
- Leucoraja wallacei  (Hulley, 1970)
- Leucoraja yucatanensis  (Bigelow & Schroeder, 1950)